# 1710-ті до н. е.

## Події
- Єгипет: правління фараонів XIII та XIV династій.
- Вавилон: 1712 до н. е. — початок правління царя Абі-Ешуга.